# Paul Bley
Pour les articles homonymes, voir Bley.
Hyman Paul Bley dit Paul Bley, né le 10 novembre 1932 à Montréal et mort le 3 janvier 2016 à Stuart (Floride), est un pianiste canadien de jazz.
C'est un pianiste majeur de l'époque free jazz. Il est reconnu pour avoir une influence importante sur les pianistes de la génération suivante, en particulier Keith Jarrett.

## Biographie
Paul Bley suit une formation classique en piano au conservatoire McGill. En 1950, il quitte le Canada pour New York, et étudie à la Juilliard School of Music de 1950 à 1954.
En 1957, il part en Californie, où il joue, entre autres, avec Ornette Coleman et Don Cherry. Il revient à New York en 1959, où il participe au trio de Jimmy Giuffre, avec Steve Swallow. Ce trio sans batteur, clarinette, piano, et contrebasse, est une véritable révolution, et un jalon important dans la carrière de Bley. Le trio développe une forme d'improvisation libre, basée sur l'écoute mutuelle et l'équilibre des voix, qui est totalement nouvelle. Il marque aussi la première apparition des compositions de Carla Bley.
Bley a toujours été intéressé par l'extension de sa palette musicale en utilisant soit de nouveaux sons, soit directement les cordes du piano, ou encore la technique du piano préparé, par exemple. Vers la fin des années 1960, il devient un pionnier dans l'utilisation des synthétiseurs Moog, en particulier en étant le premier musicien à les utiliser en concert, en collaboration avec la chanteuse Annette Peacock, avec qui il crée le Bley-Peacock Synthesizer Show.
Il est le premier mari de Carla Bley, rencontrée alors qu'elle était vendeuse de cigarettes au Birdland.

## Discographie

### En tant que leader
- 1953 : Introducing Paul Bley (Debut)
- 1954 : Paul Bley (EmArcy)
- 1958 : The Fabulous Paul Bley Quintet [aka Live At The Hillcrest Club 1958] (Musidisc-Europe 1971) with Billy Higgins, Don Cherry and Ornette Coleman
- 1962 : Floater Syndrome (Savoy Records/Vogue)
- 1963 : Footloose! (Savoy)
- 1964 :
  - Turns (Savoy)
  - Barrage (ESP)
- 1965 :
  - Closer (ESP)
  - Touching (Fontana)
  - Blood (Fontana)
- 1966 :
  - In Harlem (Blood, Polydor)
  - Ramblin (BYG)
- 1968 : Mr. Joy (Limelight)
- 1970 :
  - Paul Bley with Gary Peacock (ECM Records)
  - Dual Unity (Freedom)
- 1971 :
  - The Fabulous Paul Bley Quintet (America Records)
  - Ballads (ECM Records)
- 1972 :
  - Improvisie (America Records)
  - Open, to Love (ECM Records)
  - Solo Piano (SteepleChase Records)
- 1973 :
  - Paul Bley/NHØP (SteepleChase Records)
  - Scorpio (Milestone)
- 1974 : Jaco (Improvising Artists)
- 1975 :
  - Copenhagen and Haarlem (Freedom) enregistrements live de 1965 et 1966
  - Quiet Song (Improvising Artists)
  - Alone, Again (Improvising Artists)
- 1976 : Virtuosi (Improvising Artists)
- 1977 :
  - Japan Suite (Improvising Artists)
  - Coleman Classics Vol. 1 (Improvising Artists) enregistrements live de 1958
  - Axis (Improvising Artists)
- 1978 : IAI Festival (Improvising Artists)
- 1983 :
  - Tango Palace (Soul Note)
  - Sonor (Soul Note)
  - Tears (Owl)
- 1985 :
  - Hot (Soul Note)
  - Questions (SteepleChase Records)
  - My Standard (SteepleChase Records)
- 1986 :
  - Fragments (ECM Records)
  - Live & Live Again (SteepleChase Records)
- 1987 :
  - The Paul Bley Quartet (ECM Records)
  - Solo (Justin Time Records)
  - Notes (Soul Note)
  - Indian Summer (SteepleChase Records)
- 1988 :
  - Live at Sweet Basil (Soul Note)
  - Solo Piano (SteepleChase Records)
  - The Nearness of You (SteepleChase Records)
- 1989 :
  - Rejoicing (SteepleChase Records)
  - Bebopbebopbebopbebop (SteepleChase Records)
- 1990 :
  - Memoirs (Soul Note)
  - Partners (Owl)
  - Paul Bley 12(+6) In a Row
- 1991 :
  - In the Evenings Out There (ECM Records)
  - A Musing (Justin Time Records)
  - Plays Carla Bley (SteepleChase Records)
- 1992 :
  - Mindset (Soul Note)
  - Caravan Suite (SteepleChase Records)
  - At Copenhagen Jazz House (SteepleChase Records)
  - Annette (hatART)
- 1993 :
  - Sweet Time  (Justin Time Records)
  - Double Time (Justin Time Records)
  - Know Time (Justin Time Records)
  - If We May (SteepleChase Records)
  - Homage to Carla (Owl)
- 1994 :
  - Time Will Tell  (ECM Records)
  - Synth Thesis (Postcards Records)
  - What If (Postcards Records)
  - Chaos (Soul Note)
  - Speachless (SteepleChase Records)
- 1995 : Reality Check  (SteepleChase Records)
- 1996 :
  - Touche  (Justin Time Records)
  - Music for the Millennium (Postcards Records)
- 1998 : Notes on Ornette  (SteepleChase Records)
- 1999 : Not Two, Not One  (ECM Records)
- 2000 : Sankt Gerold (ECM Records)
- 2001 : Basics (Justin Time Records)
- 2004 : Nothing to Declare (Justin Time Records)
- 2007 : Solo in Mondsee (ECM Records)
- 2014 : Oslo Concert (ECM Records)

### En tant que sideman
Avec Jimmy Giuffre et Steve Swallow
- - Fusion (Verve)
  - Thesis (Verve)
  - Jimmy Giuffre Trio Live in Europe 1961 (Raretone, publié en 1984)
  - Emphasis, Stuttgart 1961 (hatART, publié en 1993)
  - Flight, Bremen 1961 (hatART, publié en 1993)
- 1962 : Free Fall (Columbia)
- 1989 : The Life of a Trio (Owl)
- 1992 : Fly Away Little Bird (Owl)
- 1993 : Conversations with a Goose (Soul Note)

Avec Charles Mingus
- 1960 : Reincarnation of a Lovebird

Avec Sonny Rollins
- 1963 : Sonny Meets Hawk! (RCA Victor)
  - Tokyo 1963 (Rare Live Recordings)

Avec Marion Brown
- 1974 : Sweet Earth Flying (Impulse!)

Avec Chet Baker
- 1985 : Diane (SteepleChase)

Avec Charlie Haden
- 1989 : The Montreal Tapes: with Paul Bley and Paul Motian (Verve)

Avec John Surman
- 1991 : Adventure Playground (ECM)

Avec Andreas Willers
- 2001 : In the North (Between the Lines)

## Source de la traduction
- (en) Cet article est partiellement ou en totalité issu de l’article de Wikipédia en anglais intitulé « Paul Bley » (voir la liste des auteurs).